# عملية فيكتوريا
عملية فيكتوريا أو فضيحة فيكتوريا (تُعرف أيضا باسم عملية القانون الحديدي) هي عملية عسكرية نفذها الجيش الإسرائيلي (IDF) في آذار/مارس 2011 من خلال سلاح البحرية الذي اعترض سفينة فيكتوريا في المياه الدولية في البحر الأبيض المتوسط، ثم اكتشف أنها تحمل معها أسلحة، ووفقا لالجيش الإسرائيلي فالسفينة كانت مُتجهة للمقاومة الفلسطينية في غزة.
حسب البيان الذي نشره الجيش الإسرائيلي فالسفينة كانت تحمل نحو 50 طنا من الأسلحة، بما في ذلك 704 صاروخا مُضادا للسفن وقاذفات الصواريخ وأنظمة رادار، ومجموعة من قذائف الهاون وذخائر البندقية وما إلى ذلك.

## الخلفية
تفرض إسرائيل حصارا بحريا على قطاع غزة لمنع تهريب الأسلحة إلى أيدي المنظمات المُتمركزة هناك. ففي عام 2003 اعترض الكوماندوز الإسرائيلي ما عُرف بعملية سفينة نوح في البحر الأحمر، حيث ضبط 50 طنا من الصواريخ وقذائف الهاون والبنادق والذخيرة التي كانت مُتجهة إلى غزة. ثم في عام 2009 اعترضت البحرية الإسرائيلية مُجددا سفينة قبالة سواحل قبرص قيل إنها إيرانية؛ واشتهرت هذه العملية باسم فضيحة فرانكوب؛ حيث أكد الجيش الإسرائيلي في وقت لاحق أنها كانت تحمل مئات الأطنان من الأسلحة.
تجدر الإشارة إلى أن إيران تُعد أبرز مُزودي حماس بالأسلحة حسب ما يدعيه الجيش الإسرائيلي، الذي يؤكد على أن إيران تُهرب الأسلحة برا عن طريق السودان وسيناء بالإضافة إلى استخدام الطرُق البحرية.

## العملية

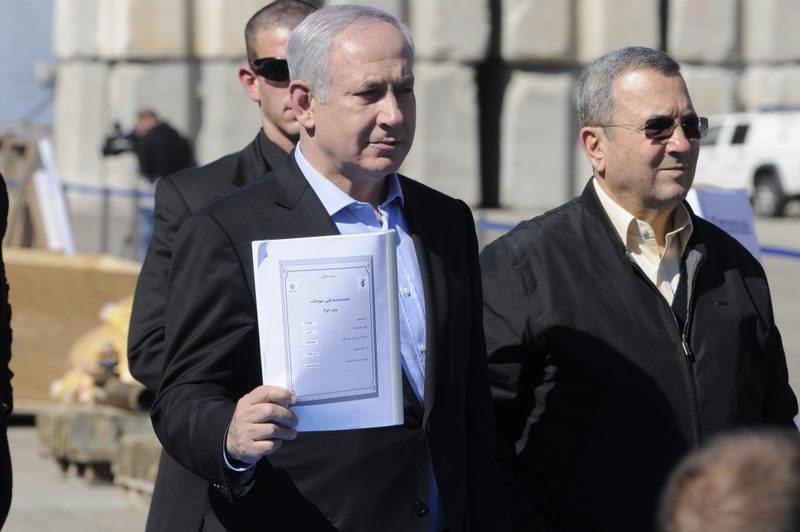
بنيامين نتنياهو أثناء استعراضه لدليل استخدام أحد الصواريخ التي تم العثور عليها على متن سفينة فيكتوريا

تحركَ القادة الإسرائيليين بناءا على تقارير استخباراتية أكدت على أن 39 من أصل 100 حاوية على سطح السفينة مُحملة بأسلحة إيرانية، حيث كان من المتوقع أن تُحمل من ميناء سوريا إلى حماس.
تم ضبط سفينة فيكتوريا في حوالي 200 ميل بحري من الساحل الإسرائيلي، حيث كانت في طريقها مُتجهة من تركيا إلى ميناء العريش، ووفقا لالجيش الإسرائيلي فإن السفينة التقطت البضائع من ميناء اللاذقية في سوريا ثُم أبحرت إلى مرسين في تركيا.
تم اعتراض السفينة من قِبل سلاح البحرية الإسرائيلي الذي وصلت له معلومات استخباراتية «مهمة» ثم تحرك بعدما اشتبه في أنها تحمل بضائع غير مشروعة، وقد طلب الإذن من مجلس إدارة التفتيش للقيام بمهامه، حيث أمر السفينة بالتوقف. وبعد عدة دقائق؛ وصلت زوارق سريعة تحمل قوات خاصة من وحدة النخبة البحرية الإسرائيلية شايطيت 13 التي سحبت السفينة من وسط البحر.
اقتحمت القوات الخاصة السفينة وهم مُدججين بالأسلحة خوفا من أن يكون هناك عملاء إيرانيون أو نشطاء من حماس. بعد ذلك أمرت القوات الخاصة الطاقم بالتجمع والتجمهر على الجسر، ومن ثم بدأت عملية تفتيش البضائع.
قال الجيش الإسرائيلي أن طاقم السفينة لم يكٌن على علم أنها كانت تحمل أسلحة مخبأة، وقد تم توجيه السفينة في وقت لاحق إلى ميناء أشدود لمزيد من التفتيش، ثم أعلنت إسرائيل في وقت لاحق عن إطلاق سراح فيكتوريا والسماح لها بمواصلة رحلتها إلى ميناء الإسكندرية المصري.
ووفقا لنائب قائد البحرية الأميرال راني بن يهودا فإن الأسلحة قد تم نقلها من إيران إلى سوريا قبل عدة أسابيع، عندما أبحرت اثنين من السفن الإيرانية عبر قناة السويس.

## الشحنة

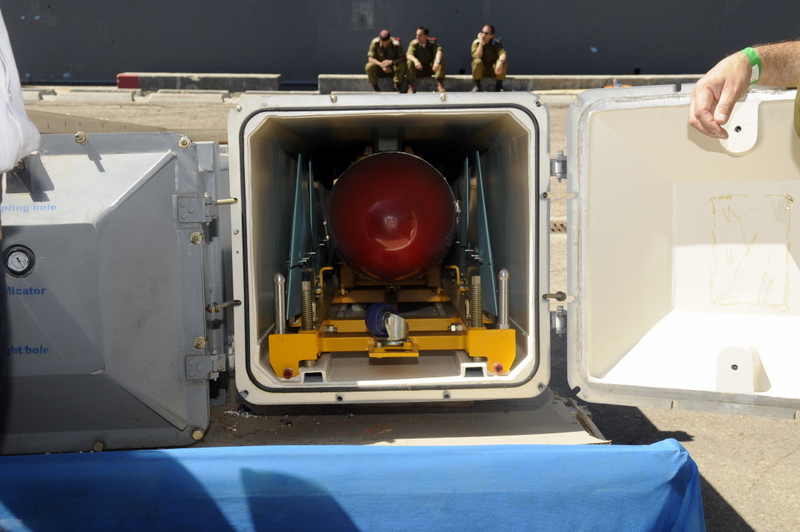
أحد الصواريخ التي تم العثور عليها في سفينة فيكتوريا

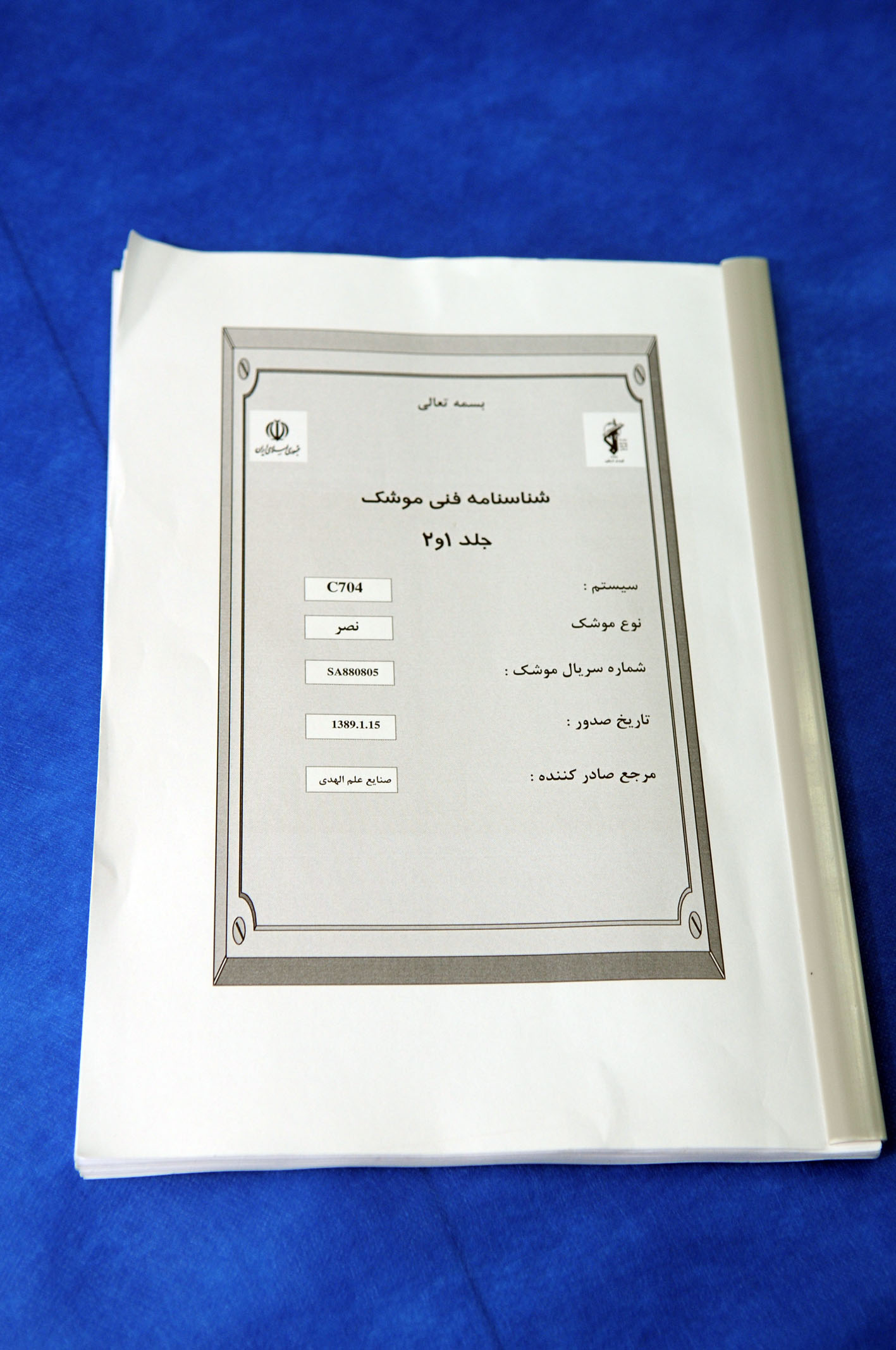
دليل استعمال أحد الصواريخ باللغة الفارسية، ويُلاحظ أنه يحمل شعار الحكومة الإيرانية

تم ضبط العديد من الصواريخ والرادارات وكذلك قذائف من مُختلف الأنواع وهي كالتالي:
- 704 صاروخا مضادا للسفن
- 230 قذيفة هاون عيار 120 ملم
- 2.270 قذيفة هاون عيار 60 ملم
- أنظمتا رادار تم تصنيعهما في إنجلترا
- قذيفتان صاروخيتان
- رافعتا نظام هيدروليكي
- 66.960 رصاصة عيار 7.62×39 ملم (تُستخدم عادة في أيه كيه أم).

ووفقا لالجيش الإسرائيلي دائما كونه مُعترض العملية والمسؤول عن كشف خباياها، فالأسلحة كانت مصحوبة بأدلة مستخدم باللغة الفارسية. وقصد التضليل تم تعبئة الشحنة ووسمها بعلامة «صُنِعَ في بريطانيا».
كانت السفينة مُحملة بـ 704 صاروخا قد يصل مداهما إلى 35 كيلومتر، ثم 130 كيلوغرام من المتفجرات القادرة على إغراق سفينة تزن 1000 طن.
أما صحيفة جيروزاليم بوست فكانت قد أكدت عبر مجموعة من التقارير أن ستة صواريخ كانت مُحملة على متن السفينة قد وصلت إلى قطاع غزة وذلك بعدما تم تغيير حاملتها مخافة من أن يصل إليها الجيش الإسرائيلي.

## ردود الفعل
- : أصدرت وزارة الخارجية الإسرائيلية تعليمات إلى سفير الأمم المتحدة من أجل تقديم شكوى رسمية إلى مجلس الأمن التابع للأمم المتحدة، كما ضغطت على لجنة العقوبات من أجل فرض المزيد من العقوبات على إيران قصد منع وبتر جهودها الرامية إلى تهريب الأسلحة إلى قطاع غزة، خاصة أن ما قامت به إيران في هذه العملية يُعد انتهاكا لقرار مجلس الأمن الدولي 1747 الذي يحظر على إيران تصدير أي نوع من الأسلحة.
- : نفى الجنرال ورئيس الأركان الإيراني عطاء الله صالحي كل «مزاعم» إسرائيل، مؤكدا على أن «إسرائيل هو نظام قائم على الكذب، فهو دائما يصنع الأكاذيب والافتراءات.»
- : أصدر المتحدث باسم وزارة الخارجية الأمريكية مارك سي بيانا صحفيا قال فيه: «في ضوء ما حدث مؤخرا من استيلاء على أسلحة مُتقدمة من قبل إسرائيل ومصر كانت مُتجهة إلى مجموعات إرهابية في الولايات المتحدة، فإن هذه الأخيرة تُكرر إدانتها القوية لأنشطة التهريب غير المشروعة. ونؤكد أن جميع الدول لديها التزامات في إطار الأمم المتحدة ذات الصلة بالموضوع وقرارات مجلس الأمن لمنع الاتجار في الأسلحة والذخائر ... إيران على وجه الخصوص، حيث أن قرار مجلس الأمن 1747 يمنع إيران من تصدير الأسلحة والمواد ذات الصلة، وأي نشاط عكس هذا فهو دليل آخر يؤكد على أن إيران تسعى إلى زعزعة الاستقرار في المنطقة. وندعو جميع الدول الإقليمية لإنفاذ هذه الالتزامات. كما سنواصل العمل بشكل كبير مع شركائنا من أجل منع نقل الأسلحة إلى الجماعات الإرهابية.[9]»

## مشروعية إسرائيل
قرار مجلس الأمن في الأمم المتحدة رقم 1929 يُخول لأي دولة الاستيلاء على كل صادرات إيران بما في ذلك الأسلحة في حالة ما اخترقت مجالها الجوي، البري أو البحري، خاصة وأن إيران ممنوعة كليا من التصدير بسبب برنامجها النووي.

## وصلات خارجية
- فيديوهات حول عملية فيكتوريا في قناة الجيش الإسرائيلي الرسمية على يوتيوب
- الأسلحة التي كانت تحملها سفينة فيكتوريا الراسية في ميناء أشدود - نُشرت في 16 آذار/مارس 2011 من قِبل المتحدث باسم الجيش الإسرائيلي